# Gouvernement Taurien

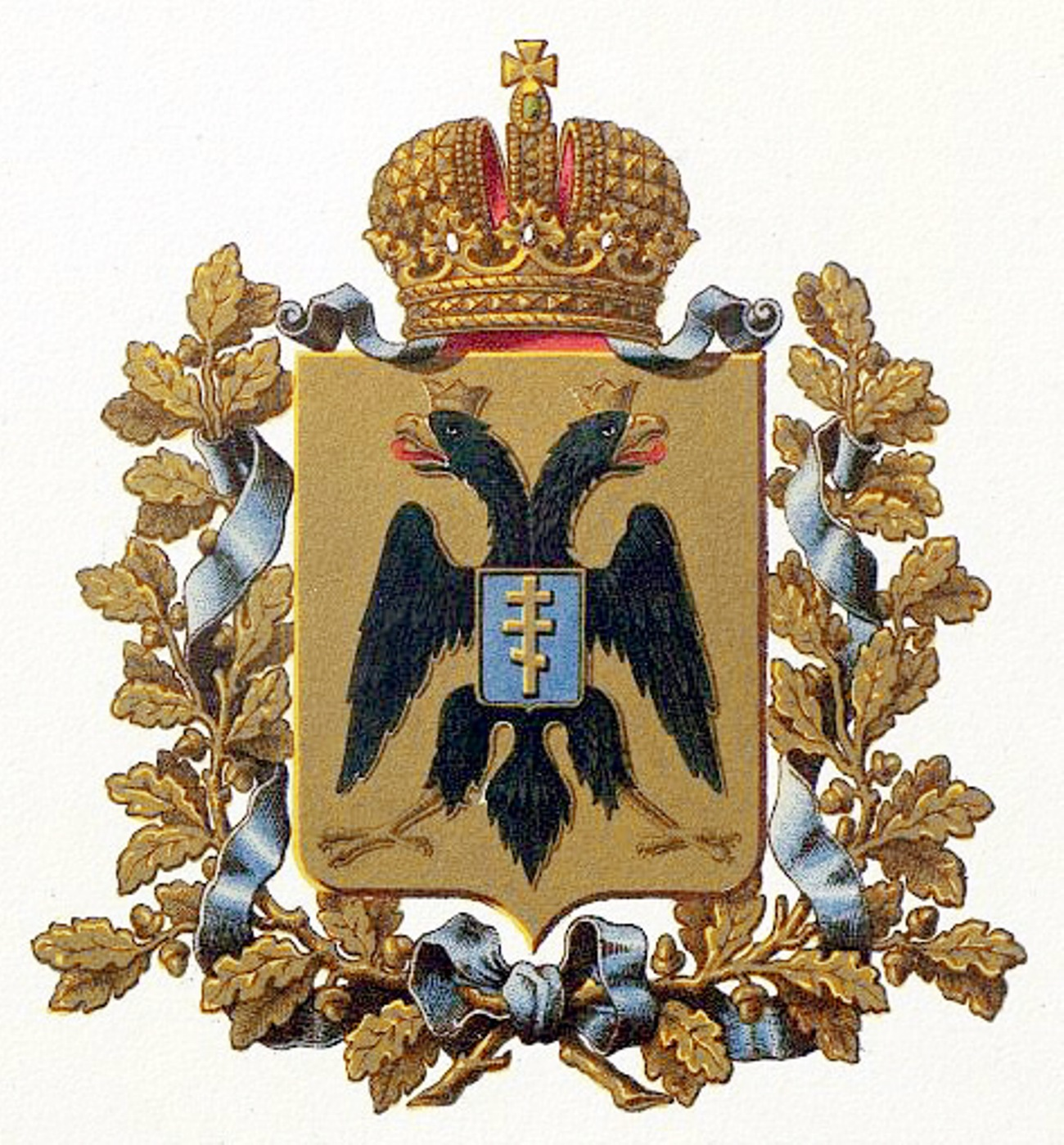
Wappen des Gouvernements

Karte aus dem Jahr 1822 (Russisch-Französisch)

Das Gouvernement Taurien (russisch Таврическая губерния/Tawritscheskaja gubernija, ukrainisch Таврійська губернія/Tawrijska hubernija, krimtatarisch Tavrida guberniyası) war eine Verwaltungseinheit im südlichen Russischen Reich. Heute gehört das Gebiet völkerrechtlich zur Ukraine, ist jedoch größtenteils von Russland besetzt (siehe Russisch-Ukrainischer Krieg).

## Geografie
Das Gouvernement umfasste die Halbinsel Krim und die Steppengebiete unmittelbar nördlich davon bis zum Dnepr (ukr. Dnipro). Es grenzte an das Schwarze und Asowsche Meer sowie an die Gouvernements Cherson und Jekaterinoslaw. Der Flächeninhalt betrug 63.553,5 km².

## Verwaltung
Die Hauptstadt war Simferopol. Das Gouvernement hatte acht Kreise:
- Auf dem Festland:
  - Dnepr (Hauptstadt Aleschki)
  - Berdjansk
  - Melitopol
- Auf der Halbinsel:
  - Eupatoria
  - Feodosia
  - Jalta
  - Perekop
  - Simferopol

Daneben gab es mit Kertsch und Sewastopol zwei Stadthauptmannschaften (Städte im Kreisrang).

## Geschichte
1783 wurde das Khanat der Krim von Katharina II. annektiert und per Erlass vom 8. Februarjul. / 19. Februar 1784greg. als ein in sieben Ujesde (Bezirke) gegliedertes Oblast (Gebiet) Taurien ein Teil des russischen Kaiserreichs. Damit wurde der antike Name Taurien wiederbelebt, die Krim war den Griechen als Taurische Halbinsel bekannt gewesen. Als Name für die Krim setzte sich Taurien außerhalb von offiziellen Dokumenten allerdings nicht durch. 1796 wurde Taurien von Zar Paul I. in nunmehr zwei Ujesde gegliedert und, für wenige Jahre, dem restaurierten Gouvernement Neurussland einverleibt. 1802 erhob Alexander I. Taurien zum eigenständigen Gouvernement, das bis zum Ende der Zarenherrschaft, 1917, bestand.
In dem Gouvernement lag das Gut Neu-Askanien, das 1828, nach einem Ukas des Zaren, zur Kolonisation durch das Herzogtum Anhalt-Köthen gegründet wurde. In den ersten Jahren wurde auf den Weidegründen erfolgreich Schafzucht betrieben. Nachdem Askanija-Nowa in den Besitz des Herzogs von Anhalt-Dessau übergegangen war, verkaufte er die, inzwischen unrentable, Kolonie 1856 an einen deutsch-russischen Adligen.
Im Gefolge der Oktoberrevolution gab es eine kurzlebige Taurische Sozialistische Sowjetrepublik, bevor das Gebiet 1918 unter die Kontrolle der Mittelmächte kam. Nachdem im Bürgerkrieg die Sowjetmacht das Gebiet wieder unter Kontrolle bekommen hatte, wurde es aufgeteilt: die Gebiete auf dem Festland kamen zur Ukrainischen SSR, während die Krim eine ASSR (ASSR der Krim) innerhalb der Russischen SFSR bildete.

## Statistik
Taurien hatte 1897 1.447.790 Einwohner (23 auf 1 km²), davon waren 611.121 Ukrainer, 404.463 Russen, 196.854 Krimtataren, 78.305 Deutsche, 55.418 Juden und 10.112 Polen. Dem Glaubensbekenntnis nach waren 74 % orthodox, 13 % islamisch, 4,8 % protestantisch, 4,6 % jüdisch und 2 % römisch-katholisch. Im Norden lebten hauptsächlich Ukrainer und Russen, auf der Halbinsel vorwiegend Krimtataren, außer in den erst im späten 18. Jahrhundert gegründeten Hafenstädten, die überwiegend russisch besiedelt waren. Daneben gab es kleinere Gruppen von Griechen, Bulgaren und Armeniern.
Der wichtigste Wirtschaftszweig war im Norden Viehzucht, Salzgewinnung und ein wenig Ackerbau. In den Gebirgen des Südens waren Garten- und Weinbau bedeutsam. 1887 betrug die Ernte 2,6 Mio. hl Weizen, 1,4 Mio. hl Gerste, 750.000 hl Roggen und geringere Mengen von anderen Getreidesorten und Kartoffeln. Bedeutsam war die Zucht von Merinoschafen, daneben gab es auch Rinder- und Pferdezucht. Die Industrie war relativ unbedeutend. Die Häfen der Krim (Sewastopol, Feodosia) und Berdjansk auf dem Festland waren für den Handel wesentlich wichtiger als der Landweg.
Es gab 669 Schulen mit 40.186 Schülern, darunter 21 Mittelschulen und 13 Spezialschulen (etwa für Navigation).